# Naphrys pulex
Naphrys pulex là một loài nhện trong họ Salticidae.
Loài này thuộc chi Naphrys. Naphrys pulex được Nicholas Marcellus Hentz miêu tả năm 1846.

## Hình ảnh

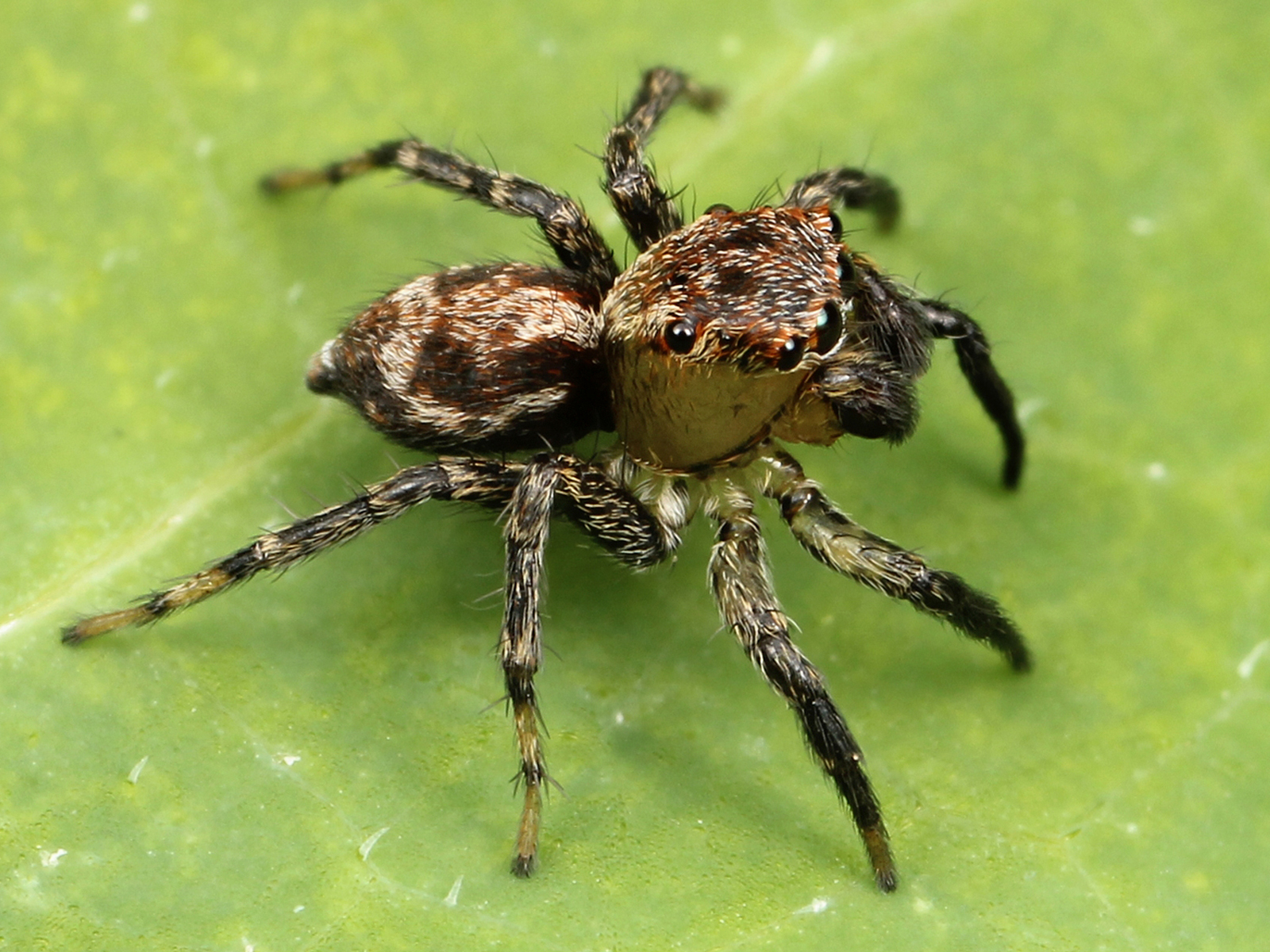
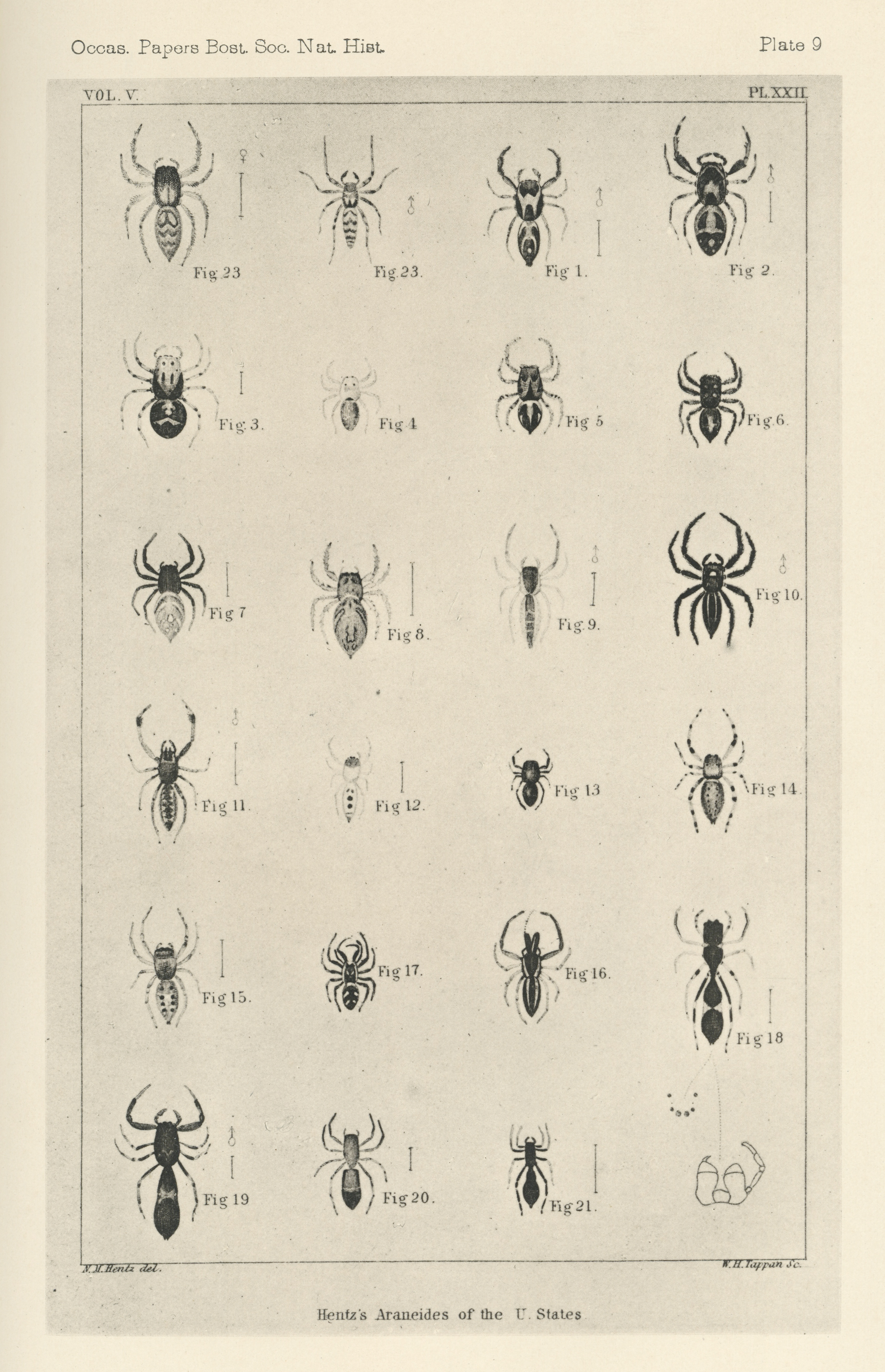
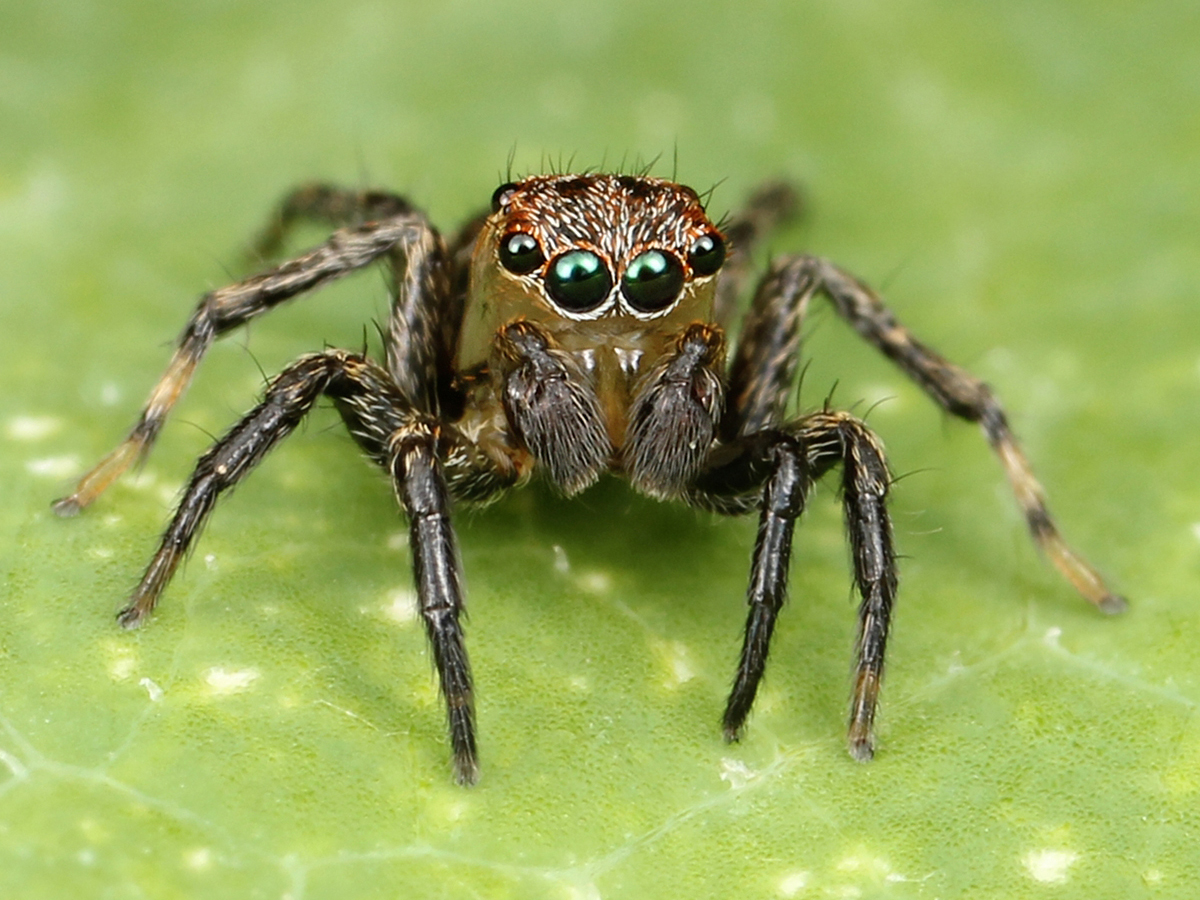
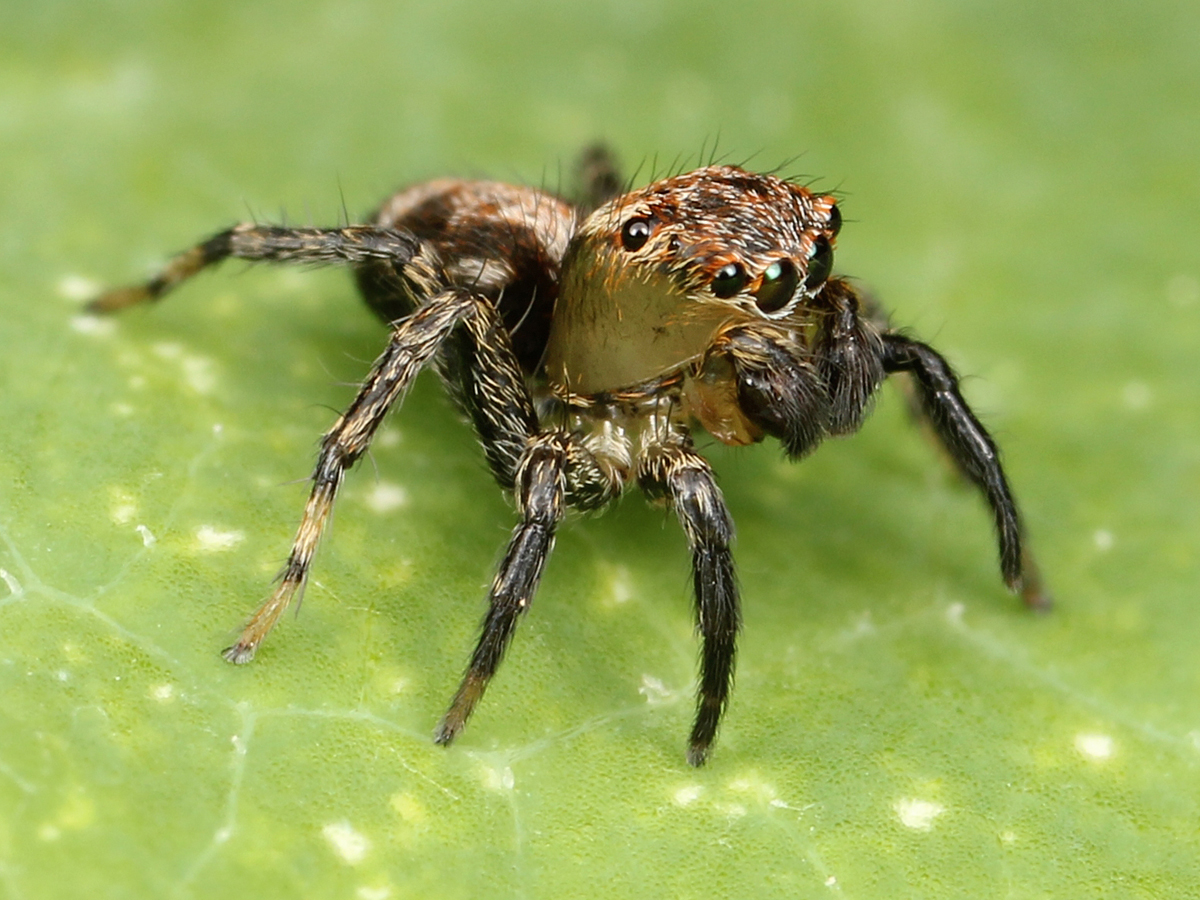